# Glenea argyrostetha
Glenea argyrostetha là một loài bọ cánh cứng trong họ Cerambycidae.